# Direniumdecacarbonyl
Direniumdecacarbonyl is een anorganische verbinding van renium met als molecuulformule Re2(CO)10. De verbinding is commercieel leverbaar, wat verklaart waarom deze verbinding gebruikt wordt als uitgangspunt in de synthese van een groot aantal reniumcarbonylcomplexen.
De reniumcarbonylverbinding is in 1941 voor het eerst beschreven door Walter Hieber die het verkreeg via de directe carbonylering van renium(VII)oxide (Re2O7).

## Structuur
De structuur van de coördinatieverbinding kan beschreven worden als twee vierzijdige piramiden van Re(CO)5 die via een Re-Re-binding aan elkaar gekoppeld zijn. De bindingslengte tussen de beide reniumatomen bedraagt 304 pm. Direniumdecacarbonyl voldoet aan de 18-elektronenregel: renium bezit 7 valentie-elektronen en de 10 carbonylliganden elk 2.
Mn2(CO)10 en Tc2(CO)10 hebben een vergelijkbare structuur.

## Reactiviteit
In reacties met halogenen wordt de binding tussen de twee reniumatomen verbroken (X = Cl, Br of I):
{\displaystyle \mathrm {Re_{2}(CO)_{10}\ +\ X_{2}\longrightarrow \ 2\ Re_{2}(CO)_{5}X} }
Met broom wordt broompentacarbonylrenium(I) gevormd, dat zelf ook weer uitgangsstof is voor een groot aantal reniumcomplexen. De carbonylliganden kunnen gemakkelijk worden uitgewisseld voor andere liganden.